# Релігійна війна
Релігійні війни — збройний конфлікт між представниками різних релігійних груп. Релігійна війна дуже часто спричинена релігійними відмінностями між країнами з різною релігією або з різними течіями в межах однієї релігії, часто в межах однієї країни. Багато війн, що велися в ім'я релігії, відповідають справедливим умовам війни, але не всі.
Священні війни зазвичай мають три елементи:
- досягнення релігійної мети[1]
- уповноважений релігійним лідером[1]
- духовна нагорода для тих, хто бере участь[1].  Вчення про справедливу війну не стосується будь-яких особистих нагород для учасників - і така нагорода була б проти такої загальної суворої доктрини.

## Релігійні причини
Френсіс Бекон сказав, що існує п'ять причин для святої війни: (він писав у християнському контексті, але категорії можуть бути використані будь-якою вірою)
- поширювати віру
- повернути країни, які колись були християнськими, хоча християн там не залишилося
- врятувати християн у країнах, які колись були християнами, від "залежності невірних"
- відновити та очистити освячені місця, які зараз "оскверняються та забруднюються"
- помститися за богохульні діяння або жорстокості та вбивства християн (навіть якщо це відбулося давно)

Тільки перша з цих причин повністю виходить за рамки загальноприйнятої ідеї справедливої війни. Деякі з інших причин, через тривалість часу, який може пройти з моменту вчинення правопорушення, ймовірно, не є просто причиною.

## Законні повноваження
Легітимною владою для святої війни є не уряд держави (за винятком теократії), а Церква, або відповідна організація чи особа, яка очолює відповідний релігійний заклад.
У стародавні часи авторитетом часто був Бог - у Біблії є кілька випадків, коли Бог давав прямі вказівки людям вести війну. 

### Приклади
- Хрестовий похід проти слов'ян 1147 року;
- Релігійні війни у Франції між 1562 і 1594 роками
- Релігійні війни у Німеччині в XVI ст.
- Тридцятирічна війна 1618—1648 років.
- Релігійні війни в західній Індії
- Хрестові походи
- Релігійне протистояння в Північній Ірландії
- Релігійне протистояння на Близькому Сході.
- Релігійна складова (боротьба католицизму проти протестантизму) була у Вісімдесятирічній війні 1568–1648 років
- Гуситські війни

## Священні війни
В різні періоди історії війни, де основні причини були релігійні, називалися також священними. Така назва застосовувалась дуже часто до конфліктів, де існувала справжня або уявна загроза існуючій релігії чи культурі країни. Серед основних релігій світу священні війни набували таких назв:
- Хрестові походи — священна війна в християнстві, зокрема в католицизмі.
- Джихад — священна війна в ісламі.
- Мільхемет Міцва — священна війна в юдаїзмі.

## У переносному значенні
Серед англомовних користувачів Інтернету поняття «релігійна війна» (англ. Holy War) вживається як метафора та означає принципову суперечку, у якій обидві сторони наполягають на своїй правоті і не зважають на доводи контрагента.

## Цитати
Людвіг фон Мізес про релігійні війни:
Релігійні війни є найжахливішими війнами, оскільки ведуться без будь-яких видів на примирення.
Владика Олександр (Драбинко) жартома запропонував подати в суд на тих "хто не дозволяє створити помісну церкву... На Кирила, який каже, що в нас релігійна війна...".